# Беса (1. сезона)
Прва сезона серије Беса је премијерно емитована од 16. децембра 2018. до 10. марта 2019. године и броји 12 епизода.

## Радња
Прича прати Уроша Перића породичног човека из Београда и оца двоје деце, који возећи комби на службеном путу у Црној Гори учествује у саобраћајној несрећи. У тој саобраћајној несрећи, не његовом грешком, страда млада девојка Бесијана. 
Ствар постаје много озбиљнија када Урош, пробудивши се у болници, сазна да је погинула девојка ћерка највећег балканског нарко-боса Дардана Берише. Да би сачувао своју породицу, Урош је стављен на тест који испитује границе до којих је спреман да иде. На том путу, осим Дарданове сенке која је непрекидно над њим, Уроша прати и инспектор Интерпола Петрит Коци, који вођен својим мотивима жели да стане на пут Дардану Бериши.

## Улоге
| Глумац              | Улога             |
| ------------------- | ----------------- |
| Радивоје Буквић     | Урош Перић        |
| Арбен Бајрактарај   | Дардан Бериша     |
| Милош Тимотијевић   | Петрит Коци       |
| Лана Барић          | Марија Перић      |
| Греса Паласка       | Теута Бериша      |
| Хана Селимовић      | Дивна Дукић       |
| Радослав Миленковић | Мима              |
| Менсур Сафхиу       | Хашим             |
| Милан Марић         | Лука              |
| Милица Гојковић     | Уна Перић         |
| Себастијан Каваца   | Агим Сокољи       |
| Селман Јусуфи       | Скендер           |
| Миодраг Кривокапић  | Божа Перић        |
| Елизабета Бродић    | Бесијана          |
| Алимир Суходоили    | Африм             |
| Борис Миливојевић   | Миша              |
| Иван Зарић          | Павле             |
| Марко Јањић         | Мирко Сандић      |
| Небојша Дугалић     | Премовић          |
| Исток Шунтер        | Видан Перић       |
| Милутин Караџић     | Тодор Лекић       |
| Мирсад Тука         | Судија Баждаревић |
| Рефет Абази         | Иса Скендеров     |
| Тристан Халилај     | Иљир Сокољи       |
| Славен Дошло        | Јон               |
| Камка Тоциновски    | Ана               |
| Џек Хескет          | Давид             |
| Адриан Азири        | Енвер             |
| Сесил Теодоре       | Елза              |
| Борис Кобал         | Ангело            |
| Јово Максић         | Иван Билић        |

## Епизоде
| Бр. у серији | Бр. у сезони | Назив    | Редитељ         | Сценариста                     | Премијерно емитовање |
| --- | ------------ | -------- | --------------- | ------------------------------ | -------------------- |
| 1 | 1            | Пут      | Душан Лазаревић | Младен Матичевић и Тони Џордан | 16. децембар 2018.   |
| Јутро свиће у београдском стану породице Перић. Урош и Марија пожурују 18 - њу Уну и 10 - њег Видана за школу док се и сами спремају за радни дан. Урош је власник мале фирме за превоз лекова. Обичан човек у свом обичном животу. Са друге стране реке инспектор Интерпола Петрит Коци посматра фотографије чланова нарко клана Бериша на зиду своје собе. Неколико сати касније прима узнемирујућу вест која га враћа на почетак истраге против вође клана Бериша. Пет стотина километара даље у Улцињу, Бесијана Бериша ћерка злогласног Дардана Берише, добија писмо о пријему на универзитет Стенфорд у Америци. Жена Урошевог возача се непланирано порађа пре времена и Урош преузима да вози комби пун лекова за Улцињ. На истом путу након прославе свог успеха наћи ће се и Бесијана Бериша. Само један тренутак биће довољан да се судбине обичног човека Уроша Перића, мафијаша Дардана Берише и инспектора Петрита Коција заувек споје...                                                                                   |              |          |                 |                                |                      |
| 2 | 2            | Патња    | Душан Лазаревић | Младен Матичевић и Тони Џордан | 23. децембар 2018.   |
| Смрт Бесијане Бериша постаје невидљива омча око врата Уроша Перића. Док породица Бериша припрема Бесијанину сахрану, један човек одгодиће стезање те омче. У Улцињ стижу Урошева жена Марија и пријатељ и адвокат Павле, али и инспектор Петрит Коци који се пита да ли је смрт Дарданове кћерке случајност и какве ће последице изазвати. Дардан Бериша узима истрагу о смрти сопствене кћерке у своје руке и сазнаје у каквом је стању била у тренутку несреће. Иако повређен, Урош бива спроведен на 48 сати у истражни затвор. За то време Бесијанина сахрана окупља много оних који осећају поштовање или страх према Дардану Бериши али и непријатеље, од којих највећи стиже са обале Женевског језера. Изненадни позив окончаће Урошев боравак у притвору пре законског рока, али ће повратак кући одгодити сусрет током кога ће сазнати колико његов живот вреди. |              |          |                 |                                |                      |
| 3 | 3            | Пукотине | Душан Лазаревић | Младен Матичевић и Тони Џордан | 30. децембар 2018.   |
| Урош се враћа у Београд где га чекају велики финансијски проблеми у које је запала његова фирма. Дардан се у Улцињу суочава са тенденциозни новинским чланком о Бесијаниној сахрани који је написао Анђело Дини. Одлучује да се поново сретне са Урошем у Београду и изнесе му понуду коју неће моћи да одбије. Након проналаска још једног леша на улцињској плажи инспектор Петрит Коци издаје налог за Хашимово привођење. Инцидент који ће ссе догодити на Хашимовом саслушању откриће тајну Петритове опседнутости кланом Бериша. Док Теута моли Дардана да прекине са својим пословима јер им је смрт ћерке опомена од Бога, њен брат Агим наговештава преузимање удела у приватизацији највећег скијашког комплекса на Балкану. Понуда коју Урош није могао да одбије Дардану одводи га у посету човеку кога није веровао да ће икада поново срести. |              |          |                 |                                |                      |
| 4 | 4            | Пад      | Душан Лазаревић | Младен Матичевић и Тони Џордан | 13. јануар 2019.     |
| Након телефонског позива који му упућује Урош Перић, Мима одлучује да је време за екстремније кораке. Инспектор Петрит сазнаје да је током аутопсије коју је Дардан приватно организовао у телу његове ћерке пронађен екстази. Та информација га одводи у болничку собу ди-џеја Дејвида Беја. Урошева ћерка Уна на путу из школе упознаје Луку, згодног младића у БМВ џипу који ће је замолити да пренесе једну поруку. Због те поруке Урош ће осетити највећи страх у свом животу и схватити да човек некада не зна на шта је спреман. По изласку из болнице Дејвида Беја пресреће човек кога је најмање желео да упозна. |              |          |                 |                                |                      |
| 5 | 5            | Врелина  | Душан Лазаревић | Младен Матичевић и Тони Џордан | 20. јануар 2019.     |
| Дејвид Беј стиже у Београд у хотел у којем ће сачекати свој лет за Лондон. Урош од Миме, посредника између њега и Берише у прљавом послу, добија речи подршке да је прво убиство (новинара) најтеже, а свако следеће рутина, али и ново име. Мима Урошу предаје фотографију и податке нове мете. Кад Урош почне да се колеба, Мима га језиво причом враћа на прави пут. Његова ћерка Уна, кријући од родитеља, одлази на састанак с Луком. На радном састанку су инспектори Коци и Дивна а за то време, под окриљем ноћи, на обали Охридског језера Дарданови људи пресрећу Агимову пошиљку хероина. Ново јутро доноси нов леш, који ће окупити крем београдске полиције на једном месту. |              |          |                 |                                |                      |
| 6 | 6            | Бука     | Душан Лазаревић | Младен Матичевић и Тони Џордан | 27. јануар 2019.     |
| Петрит Коци је убеђен да иза убиства улцињског дилера Боре, италијанског новинара Динија и британског ди-џеја Дејвида Беја стоји Дардан Бериша. Претећи Бриселом он успева да добије налог за узимање ДНК узорка Дардана и његових људи. Пре него што се запути у Улцињ, заједно са Дивном посећује Уроша у убеђењу да је он његова следећа мета. Агим одлучује да буде нови, тајни понуђач у процесу приватизације скијалишта које је Дардан већ уписао у своју листу пословних подухвата. Урош добија од Миме лажан пасош и наредни задатак га шаље у Хрватску, уз инструкције да нико не сме да зна где иде. Петрит у Улцињу приводи Дардана и његове људе а за то време Дивна успева да пољуља Маријино поверење у Уроша. |              |          |                 |                                |                      |
| 7 | 7            | Сумња    | Душан Лазаревић | Младен Матичевић и Тони Џордан | 3. фебруар 2019.     |
| Урош са лажним пасошем стиже у Ровињ на извршење следећег убиства и сусреће пријатеља из средњошколских дана. Дардан по изласку из улцињског затвора саопштава породици и сарадницима да се сели на Косово и Метохију. Теута не жели да напусти свој досадашњи живот и Бесијанин гроб и тражи Агимову помоћ. Агим је зове код себе у Швајцарску у госте. Вест о селидби погађа и Хашима чији је живот за све у клану Бериша велика тајна. Резултати ДНК анализа показују да Дардан и његови људи нису присуствовали ниједном убиству за које их Петрит сумњичи, али да их је извршио један исти човек. Урош свој задатак у Ровињу мора да изврши у до сада најтежим условима и то оставља велике последице. |              |          |                 |                                |                      |
| 8 | 8            | Тунел    | Душан Лазаревић | Младен Матичевић и Тони Џордан | 10. фебруар 2016.    |
| Петрит и Дивна примају вест да је ДНК анализа показала да Дардан и његови људи нису присуствовали ниједном убиству повезаном са смрћу Бесијане Бериша, али да их је све извршио исти човек. Сазнају да је убијени Мехмет Агани у Ровињу пред смрт постао Дарданов такмац у приватизацији скијалишта. Док Теута са Хашимом креће на аеродром, Дардан са сином Дритоном креће да обиђе Бесијанин гроб али их на путу пресрећу наоружани нападачи. Кола Хитне помоћи у улцињску болницу доводе два пацијента од којих је један животно угрожен. Људи Дардана Берише блокирају читав спрат хирургије на ком се пацијенти налазе. Петрит на вест о Дардановом рањавању одлази у Улцињ и наређује полицијску блокаду болнице. Пошто се у болници први пут од кад му је убијен отац сусретне са Скендером, Петрит му даје 24 сата да повуче своје људе из болнице. По повратку у Београд Урош на радију сазнаје да је Дардан упуцан. Саопштава Мими да више не жели да испуњава никакве задатке. Мима га на оригиналан начин убеђује у супротно. |              |          |                 |                                |                      |
| 9 | 9            | Јаго     | Душан Лазаревић | Младен Матичевић и Тони Џордан | 17. фебруар 2019.    |
| Након Мимине застрашујуће посете и Урошевог одбијања да га пријави полицији, целој породици Перић је јасно да се са њим дешава нешто изван граница закона. Дардан се буди у болници али захтева од Скендера да то сакрије од свих. Сигуран је да ће онај ко је хтео да га убије тај посао покушати завршити. Хашим сазнаје да се то управо очекује од њега. У Ровињу Дивна открива да се убијени Иван Билић непосредно пред смрт срео са својим гимназијским другом из Београда. Истиче рок од 24 сата који је Петрит дао Скендеру и полиција упада у болницу. Дарданови људи их очекују са подигнутим рукама и Петрит схвата да нешто није у реду. |              |          |                 |                                |                      |
| 10 | 10           | Породица | Душан Лазаревић | Младен Матичевић и Тони Џордан | 24. фебруар 2019.    |
| По повратку из Ровиња Дивна открива идентитет школског пријатеља Ивана Белића, убијеног у свом чамцу у Ровињу. Петрит због тога одлучује да саслуша Уроша и узме му ДНК за анализу. Теута са Дарданом разговара о Агиму за кога им је Хашим пред смрт открио да је налогодавац покушаја убиства на Дардана и Дритона. Лука признаје Уни да ради за Миму и да су обоје у опасности ако остану заједно. Пошто га пусте из полиције Урош креће на Косово и Метохију и на пут га испраћа Марија. Након горког сазнања о Луки, Уна упознаје још момака који раде за Миму. Кад резултати Урошеве ДНК стигну, Петрит и Дивна крећу у акцију хапшења. |              |          |                 |                                |                      |
| 11 | 11           | Крв      | Душан Лазаревић | Младен Матичевић и Тони Џордан | 3. март 2019.        |
| Урош је затечен на Скендеровом имању. Дардан му говори да је крај близу: остало му је да откупи свој и живот своје жене. У телефонском разговору са посланицом Европског парламента Елзом Шнајдер, Дардан потврђује сазнање да је Агим постао главни понуђач у приватизацији скијашког центра. Урош успева да кришом телефонира Марији, полиција улази у траг позиву. Петрит покушава да прочита следећи Дарданов корак. У Београд стижу мистериозни брат и сестра који ће неким Дардановим непријатељима и сарадницима понудити сарадњу. Уна показује Луки клип сопственог силовања док се Теута спрема да посети Агима. |              |          |                 |                                |                      |
| 12 | 12           | Небо     | Душан Лазаревић | Младен Матичевић и Тони Џордан | 10. март 2019.       |
| Петриту се чини да је поново на почетку: неко је провалио у архиву Интерпола и уништио узорке пронађене на местима злочина која су повезана са Урошем Перићем. Урош за то време одлази на следећи задатак у Беч. Петрит тражи полицијску заштиту за Елзу Фишер, коју препознаје као следећу мету. На обали Женевског језера, Теута на вечери, на којој Агим објављује да ће постати деда, подиже чашу у знак последње здравице... Мистериозна Ана предаје Петриту доказе које је Мима сачувао против Уроша. Лука посећује Миму у једном од његових станова. По повратку из Беча Урош добија фотографију своје последње мете на кога ће бити најтеже ударити |              |          |                 |                                |                      |